# Edelfelt
Edelfelt, även skrivet Edelfeldt, är en svensk adelsätt med ursprung från Fästad i Järstads socken i Östergötland. På 1830-talet flyttade Carl Albert Edelfelt till Finland, men denna gren utslocknade 1934, medan den svenska ätten fortlever.

## Medlemmar i urval
- Albert Edelfelt (1854–1905), finländsk målare och illustratör
- Berta Edelfelt (1869–1934), finländsk författare
- Carl Albert Edelfelt (1818–1869), svensk-finländsk arkitekt
- Johan Gustaf Edelfelt (1734–1791), svensk bergmästare